# Frau Trude

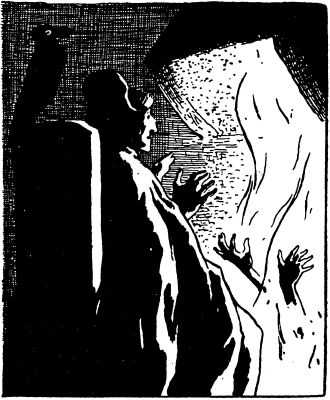
Illustration von Otto Ubbelohde, 1909

Frau Trude ist ein Märchen (ATU 334). Es steht in den Kinder- und Hausmärchen der Brüder Grimm ab der 3. Auflage von 1837 an Stelle 43 (KHM 43) und basiert auf dem Gedicht Klein Bäschen und Frau Trude im Frauentaschenbuch für das Jahr 1823.

## Inhalt
Ein kleines Mädchen besucht verbotenerweise Frau Trude, erzählt ihr bang, wie es einen schwarzen, einen grünen und einen roten Mann bei ihr sah. Frau Trude tut alles als Köhler, Jäger und Metzger ab. Als es sagt, dass es Frau Trude als Teufel gesehen hat, gibt sich die Hexe zu erkennen, verwandelt das Kind in Holz, wirft es ins Feuer und wärmt sich daran.

## Herkunft und Vergleiche
Grimms Anmerkung nennt die Quelle, „ein Gedicht von Meier Teddy in dem Frauentaschenbuch 1823, S. 360“, es sei eine „bessere und vollständigere Überlieferung“ als in den Vorausgaben (KHM 43a Die wunderliche Gasterei). Die Vers- und Reimstruktur der Vorlage wurde aufgelöst, Inhalt und Dialogform trotzdem beibehalten, die Warnung des Kindes durch die Eltern betont. Vergleiche bei Grimm zum Haushalt der Hexe auch KHM 42 Der Herr Gevatter, zur Erziehungsmoral KHM 5 Der Wolf und die sieben jungen Geißlein, KHM 117 Das eigensinnige Kind, zur Hexe, die sich am brennenden Holzblock wärmt KHM 193 Der Trommler.
Der Name meint wohl die im Bayerischen und Österreichischen bekannte Trut oder Drut. Hinter dem Pseudonym „Meier Teddy“ könnte Walter Scherf zufolge Friedrich de la Motte Fouqué oder auch Justinus Kerner, Gustav Schwab oder Friedrich Rückert stehen. Zugrunde liegendes Schockmärchen sei inzwischen in rund 50 Fassungen, dazu unveröffentlichten litauischen und lettischen Aufzeichnungen erfasst, die man in einen west- und einen osteuropäischen Untertyp ordnen kann, zu dem Vorliegendes eher gehört. Scherf nennt Das Feuer der Hexe in Bronislava Kerbelytes Litauische Volksmärchen, Hertha Gruddes ostpreußisches Vom Kind, dat bi de Grossmuttä wull spenne gohne, Marie Pancritius‘ Das kleine Mädchen, das zu seiner Großmutter ging, zum westlichen Otto Stückraths hessisches Des Lewwerwerschtche un des Blutwerschtche. Maurice Sendaks Holzschnitt von 1974 entlarve die Angst, zu nichts anderem als zum Aufwärmen verbraucht zu werden.